# Cmentarz ewangelicki w Turku
Cmentarz ewangelicki w Turku – cmentarz znajdujący się przy ulicy Fryderyka Chopina w Turku.  

## Historia
Cmentarz założono w 1822 roku. Na teren cmentarza prowadziła niegdyś monumentalna brama. Cmentarz przylega do starego cmentarza katolickiego. 
Od początku lat 90. XIX wieku na cmentarzu odbywają się pochówki ekumeniczne. Na cmentarzu pochowano również szczątki ekshumowane z cmentarzy ewangelickich likwidowanych wraz z powstawaniem kopalni węgla brunatnego. 

## Pochowani
Na turkowskim cmentarzu spoczywają m.in.:
- ojciec Juliusza Ulrycha – ministra komunikacji II RP sprzed II wojny światowej, pułkownika Wojska Polskiego, adiutanta marszałka Józefa Piłsudskiego,
- Leon Jan Sachs – ksiądz ewangelicko-augsburski w Turku w latach 1913–1947, zasłużony dla miasta społecznik, członek Komitetu Obywatelskiego, nauczyciel turkowskiego gimnazjum,
- August Posselt – zmarły 17 lipca 1852, pastor turkowski, inicjator budowy kościoła ewangelickiego w Turku,
- Karol Teichman – superintendent diecezji kaliskiej, pochowany w 1890 roku.

Na cmentarzu znajdują się trzy groby prawosławnych mężczyzn z Turku z lat 30., 40. i 50. XX.